# 童璲
童璲（1433年—？），字思振，浙江金華府永康縣人，明朝政治人物。進士出身。

## 生平
景泰四年（1453年）癸酉科浙江鄉試第三十九名。天順四年（1460年）庚辰科會試第十七名，殿試登進士第三甲第七十三名。

## 家族
曾祖父童茂善。祖父童得盛，贈刑部主事。父亲童信，曾任南京工部員外郎。